# 搜索引擎最优化策略分析师
搜索引擎最优化策略分析师 (Search Engine Optimization Strategy Analyst，简称SEO分析师)是一项新兴信息技术职业，主要关注搜索引擎动态，修建网站，拓展网络营销渠道，网站内部优化，流量数据分析，策划外链执行方案，负责竞价推广。
SEO分析师需要精通商业搜索引擎相关知识与市场运作。了解认识各个SEO因素对排名的影响力。分析万维网各种网站模式结构目录。关注研究搜索引擎发展动向。通过编程，HTML，CSS，JavaScript，MicrosoftASP.NET，Perl，PHP，Python等建立网站进行各种以用户体验为主同时带给公司盈利但可能失败的项目尝试。为客户服务，由销售人员告知接受任务时间，合同文本发给负责人，平均每个项目周期是6个月。
SEO分析师负责纵向网络广告投放，分析行业相关数据，与其他网站结成战略合作联盟，进行流量、数据或服务资源互换、友情链接交换等网络营销渠道的开拓与维护，费用占项目预算的20-50%。
SEO分析师需要提出网站优化方案建议。对网站进行内部优化，包括前台页面和后台程序，平均需要7个工作日。数据分析工程师定期对网站整体流量数据、来源、组成进行效果评估分析，包括广告、市场活动监测、自然搜索流量，搜索引擎贡献的流量占总流量的比例等，并熟稔SEO相关工具。
SEO分析师需要对SEO整体方案统筹管理策划工作从帮助负责完成分析和诊断网站项目业务出发，以达到网站关键词排名搜索结果首页，增加网站流量和知名度为目的，评估、评审、建议、选择、制定、分配、跟踪网站搜索引擎关键词的外链方法策略是否相关合理。譬如项目预算少，时间和人员投入成本相对就高。确定任务执行时间后，推动其他部门人员沟通协调配合安排人手开始具体执行落实网站的流量推广方案。面临问题例如排名下降需要开会对原计划进行调整改进并提出解决方案，由老板决定今后的道路方向怎么走怎么做。
SEO分析师还需要创造新关键词，进行水平营销，引导用户的搜索习惯。监测关键词广告投放到百度竞价推广，Google Adwords(谷歌关键词广告)的效果，找出那些有不错流量而且转化率高的词，然后进一步挖掘。通过分析投资回报率(ROI, Return on Investment)，转化率(CR,Conversion Rate)对关键词进行优化，能撰写吸引人的创意并以较低的价格获得较高的百度推广排名，善于借用其他品牌推广自己的产品，改进SEM(搜索引擎市场营销)的表现。